# Rijeka Reževici
Rijeka Reževici (cyr. Ријека Режевици) – wieś w Czarnogórze, w gminie Budva. W 2011 roku liczyła 30 mieszkańców.